# A Cuncolta Naziunalista
A Cuncolta Naziunalista fou un partit polític nacionalista cors, fundat el 1987 i fou considerat com la vitrina legal del FLNC. Una de les seves escissions formaren el Moviment per l'Autodeterminació (MPA), vitrina del FLNC-Canal Habitual.
En 1992, A Cuncolta Naziunalista participà en la fundació de Corsica Nazione.
ln 1998, la transformació d'A Cuncolta Naziunalista en A Cuncolta Independentista i la seva radicalització provocaren una escissió. François Santoni, un dels fundadors d'A Cuncolta Naziunalista, anuncià un temps més tard, la fundació d'un partit nou, Presenza Naziunale.
L'any 2001, ja com a Culte a la Independència, el partit participa en la creació de la Independència i es dissol.